# Milica Jovanović
Milica Jovanović   (Nikšić, 14 d'agost de 1989) és una jugadora de bàsquet professional montenegrina. Mesura 1,91 m. d'alçària i juga en la posició de pivot.
Va arribar a la lliga espanyola la temporada 2009-10 per jugar al CB Olesa - Espanyol. Va marxar a jugar al Liomatic Umbertide, de la lliga italiana, amb una mitjana de 8,5 punts per partit. Després d'aquest any a Itàlia va fer el salt a la lliga turca, on va jugar a les files del Besiktas CT d'Istambul, l'Orduspor i l'Adana ASKI en diferents temporades.
La temporada 2016-17 la va començar a l'Olimpiakos Pireus grec, però de seguida va tornar a la lliga turca fitxant pel Mersin BK Dogus Hastanesi. La temporada següent la va iniciar novament a Grècia, aquesta vegada jugant amb el Panionios GSS, però en el mes de novembre va tornar a Espanya fitxant pel Campus Promete de Logronyo, amb qui va fer una mitjana de 10,4 punts i 4,7 rebots per partit. La temporada següent es va quedar sense equip i en el mes de gener va ser contractada per l'Snatt's Femení Sant Adrià, per substituir la lesionada Maria Jespersen.
És internacional amb la selecció montenegrina, i ha disputat els europeus de 2013, 2015, 2017 i 2019.